# 岡美穂子
岡 美穂子（おか みほこ、1974年 - ）は、日本の歴史学者。東京大学史料編纂所の准教授で、専攻は中近世移行期対外関係史、キリシタン史。

## 経歴
兵庫県神戸市に生まれる。1998年、大阪外国語大学外国語学部を卒業し、2003年に京都大学大学院人間環境学研究科の博士課程を修了した。2006年 博士（人間・環境学）の学位を取得した。大阪外国語大学時代には、武田佐知子（日本古代史）と脇田晴子（日本中世史）に師事し、外国語史料を用いた日本史研究の道を勧められた。
2003年4月より、東京大学史料編纂所助手（助教）を務め、2016年11月に、東京大学史料編纂所の准教授となる。
2019年4月からは東京大学大学院情報学環にも所属し、2021年12月より東京大学東京カレッジの連携教員も務めている。

## 書籍

### 著書
- 『商人と宣教師―南蛮貿易の世界』東京大学出版会、2010年[1][5]。
- 『大航海時代の日本人奴隷―アジア・新大陸・ヨーロッパ』ルシオ・デ・ソウザと共著、中央公論新社、2017年[5]。
  - 2021年に増補新版が刊行される[1]。
- The Namban Trade : Merchants and Missionaries in 16th and 17th Century Japan、Brill、2021年[5][6]。

### 編著書
- 『つなぐ世界史 1 古代・中世』編著、清水書院、2023年[5][7]。
- 『つなぐ世界史 2 近世』共編著、清水書院、2023年[5][8]。
- War and Trade in Maritime East Asia、編著、Palgrave Macmillan、2022年
- A　Maritime History of East Asia、共編著、京都大学出版会、2019年
- 『日本の歴史　別巻　まんが人物事典』監修、角川書店、2024年